# Dia de la Destrossa
El dia de la Destrossa fa referència a un episodi ocorregut el 29 d'octubre de 1522 a la vila de Pollença, durant la Germania de Mallorca (1521–1523), un moviment de revolta popular que va enfrontar els pagesos i menestrals (els agermanats) contra la noblesa i les institucions reials.

## Els fets
La Germania mallorquina formava part d'un moviment més ampli que va afectar diversos territoris de la Corona d'Aragó, especialment el Regne de València i el Regne de Mallorca. A Mallorca, el conflicte esclatà a causa del descontentament per les càrregues fiscals, els abusos senyorials i la crisi econòmica derivada de les males collites i la pesta.
El dia 13 d'octubre de 1522, l'esquadra amb les tropes reialistes —formades per mercenaris i forces lleials a l'oligarquia de Ciutat de Mallorca— arribà a la badia de Ciutat. El lloctinent general Miguel de Gurrea donà als revoltats un dia per capitular. Davant la seva negativa, traslladà el seu teatre d'operacions a la badia d'Alcúdia. Començà enviant un edite reial als pollencins exigint que deixessin les armes. Els agermanats de Pollença s'alinearen amb la posició de Ciutat i s'hi negaren.
El 29 d'octubre de 1522, les tropes reialistes van assaltar la vila de Pollença, que s'havia declarat fidel als agermanats. L'objectiu era escarmentar i castigar les localitats del nord de l'illa que s'havien adherit al moviment. Els soldats van saquejar el poble, provocant nombrosos morts, destruccions i violacions. Més de 200 dones i nens, que s'havien refugiat a església parroquial, moriren quan les tropes reialistes calaren foc a l'edifici. Des de sa Pobla, els agermanats enviaren reforços però foren continguts i reberen 70 baixes en aquesta acció. S'ha estimat que durant aquests episodis arribaren a morir unes 500 persones del bàndol dels agermanats.
L'assalt de Pollença va marcar un punt d'inflexió en la Guerra de les Germanies a Mallorca. A partir d'aquest moment, el moviment agermanat començà a perdre força militar i moral. A finals de 1522 ja havia capitulat tota la Part Forana i s'iniciava el setge de Ciutat, que va durar fins a la seva rendició el 7 de març de 1523.

## Memòria històrica
Amb motiu del 500è aniversari d'aquest esdeveniment, el 29 d'octubre de 2022 es va representar l'obra de teatre Mori el mal govern a la Plaça Vella de Pollença, escrita per l'historiador Pere Salas i Vives i dirigida per Joan Manuel Albinyana. Aquesta obra va reviure els fets ocorreguts, ressaltant la importància de Pollença en la Germania. Segons Salas, «la voluntat és que no sigui una obra pollencina, volem que sigui una obra mallorquina. La Germania és un dels esdeveniments més importants de la història de Mallorca, Pollença va ser un dels punts més importants d'aquesta revolta i posar-ho en èmfasi és important».